# Geografia della Francia

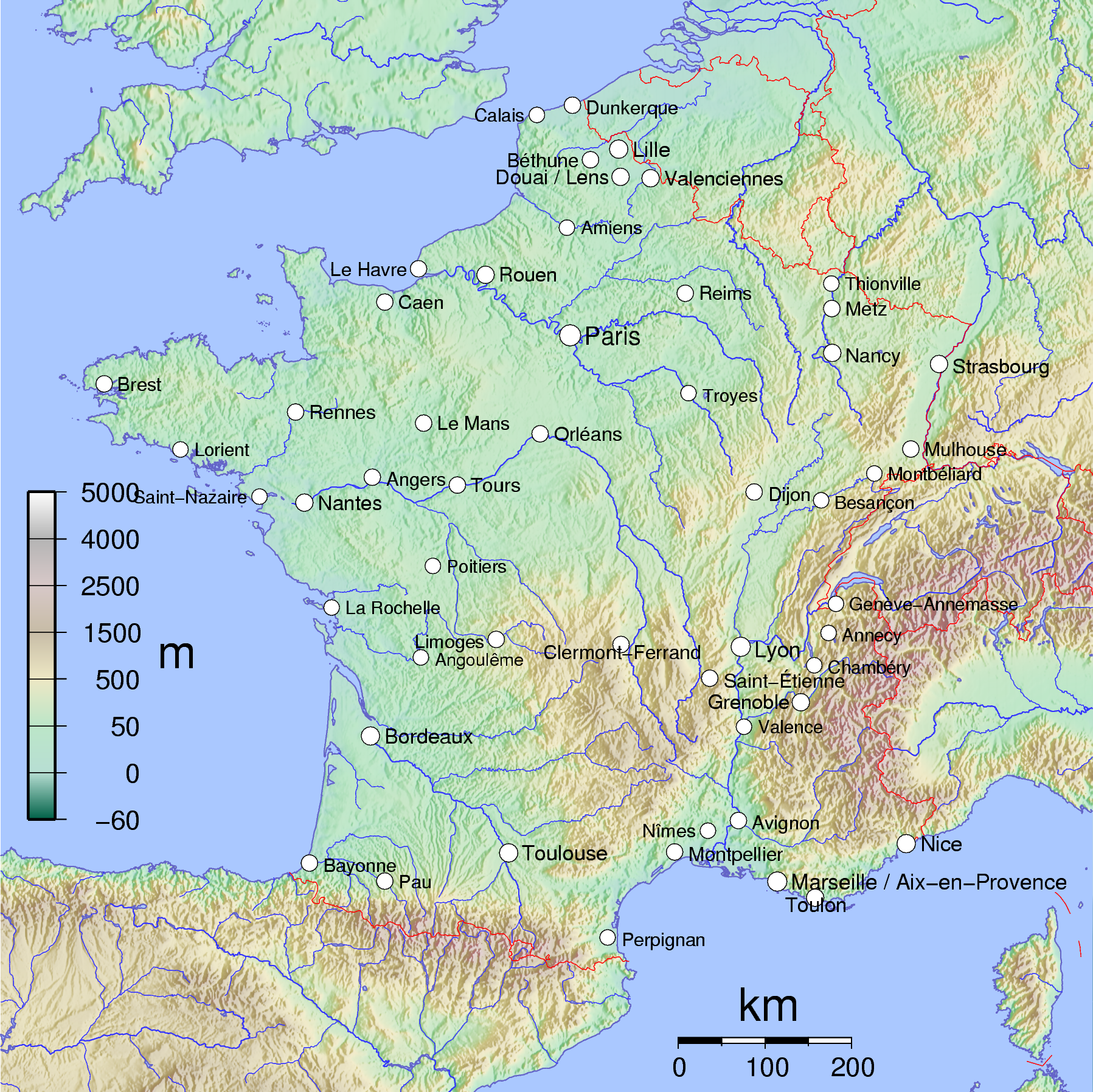
Cartina della Francia. Sono evidenziate le maggiori città.

La Francia è il terzo Paese più esteso dell'Europa, con una superficie di 544000 km², ed è il secondo Paese più popolato con 65 350 000 abitanti (stime 2014) per una densità di 120 ab/km². Il Paese si estende per 1000 km da nord a sud e da est a ovest (maggiore distanza nella sua parte continentale nord-sud: Bray-Dunes - Cerbère).
Le coordinate approssimative del territorio metropolitano (quello sul continente europeo) sono 46°00′N 2°00′E. Per determinare il centro geografico della Francia c'è certezza di calcolo ma non altrettanta sicurezza per quanto riguarda i metodi e soprattutto l'eventuale considerazione della Corsica e dei DOM/TOM.

## Grandi regioni naturali
La Francia metropolitana comprende schematicamente:
- Alcune zone di pianura (sedimentarie) o di vallata (fosse di sprofondamento) :
  - La piana delle Fiandre, estremità occidentale del grande bassopiano germanico
  - il Bacino parigino, che comprende il bacino idrografico della Senna ed una parte di quello della Loira
  - il Bacino aquitano, che comprende il bacino idrografico della Garonna
  - il solco del Rodano (Saona e Rodano)
  - la piana d'Alsazia
- alcuni massicci ercinici
  - il Massiccio armoricano
  - le Ardenne
  - i Monti dei Maures ed il Massiccio dell'Esterel
  - il Massiccio Centrale (con rilievi vulcanici)
  - Solo il Massiccio Centrale e i Vosgi possono essere collinari
- parti di tre massicci alpini 
  - il Giura diviso con la Svizzera
  - le Alpi divise con Svizzera e Italia
  - i Pirenei divisi con Spagna e Andorra.
- la Corsica, isola montagnosa del Mar Mediterraneo

La Francia ha dipendenze in altri continenti, con diversi statuti amministrativi:
- Martinica
- Guadalupa
- Guyana francese
- Réunion
- Saint-Pierre e Miquelon
- Mayotte
- Nuova Caledonia
- Wallis e Futuna
- Polinesia francese
- Territori delle terre australi e antartiche francesi, con la Terra Adelia nell'Antartico, dove la sovranità è sospesa dal trattato antartico del 1959
- Isola Clipperton

La capitale della Francia è Parigi.
Altre città:
- Marsiglia
- Lione
- Tolosa
- Nizza
- Nantes
- Strasburgo
- Montpellier
- Bordeaux
- Lilla
- Clermont-Ferrand

## Diversi abitanti
Gruppi etnici: 
- Francesi 95,5%
- Algerini 1,5%
- Portoghesi 1%,
- Marocchini 0,5%,
- altri 1,5%

## I fiumi della Francia
I fiumi
- Loira 1020 km,
- Senna 776 km,
- Garonna 553 km (tratto francese, totale 650 km),
- Marna 525 km,
- Rodano 522 km (tratto francese, totale 811 km),
- Lot 481 km,
- Saona 480 km,
- Dordogna 475 km,
- Mosa 450 km (tratto francese, totale 950 km),
- Charente 360 km,
- Adour 309 km,
- Somme 263 km,
- Vilaine 225 km,
- Aude 224 km,
- Reno 220 km (tratto francese, totale 1326 km)
- Oise 341,1 km

## Laghi
I laghi principali: 
- Lago di Ginevra occupa una parte della Francia di 235 km²
- Étang de Berre 155 km²

## Isole
Le isole principali della Francia sono: 
- Corsica 8680 km²
- Ile d'Oléron 175 km²
- Isola di Ré 85,2 km²

## Lingue
Le lingue che si parlano in Francia sono: 
- Francese (ufficiale),
- Occitano
  - Provenzale
  - Francoprovenzale
- Bretone
- Alsaziano
- Catalano
- Basco
- Corso
- Fiammingo
- Monegasco

## Moneta
- Moneta attuale: Euro
- Moneta precedente: Franco francese